# Весна в Простоквашино
«Весна в Простоквашино» — российский мультфильм, продолжение оригинальной советской трилогии о деревне Простоквашино. Создан по мотивам одноимённой сказки Эдуарда Успенского и написан по сценарию последнего.
Успенский занялся разработкой проекта с собранной им командой постановщиков, аниматоров и художников после финансовых и творческих разногласий со студией «Союзмультфильм», связанных с тогдашними планами студии на продолжение приключений героев известных советских мультфильмов.
Премьерный показ мультфильма прошёл в декабре 2010 года в рамках шоу «Простоквашино и все-все-все!» в Crocus City Hall. Одна из первых трансляций мультфильма прошла на телеканале «НТВ» 28 июля 2012 года в утреннее время.

## Сюжет
В Простоквашино царит весна. Кот Матроскин купил себе ноутбук и научился пользоваться интернетом. Должен вскоре приехать Дядя Фёдор, и Матроскин поехал его встречать на маленьком тракторе Тр-Тр Мите. Вслед за Дядей Фёдором должны приехать его родители. Но маленький домик в Простоквашино совсем обветшал, поэтому Дядя Фёдор к приезду родителей решил построить новенький коттедж на деньги, которые он отложил с того самого клада. Построили коттедж, после чего помогли бобрам очистить реку от мусора с помощью специальной машины. В итоге мама Дяди Фёдора предложила остаться в Простоквашино насовсем, а почтальон Печкин — выпускать сметану.

## Съёмочная группа
| Художник-постановщик      | Сергей Антонов |
| Продюсер                  | Александр Зубарев |
| Аниматоры                 | Сергей Антонов, Виктория Бармина, Марат Бедретдинов, Татьяна Болотнова, Пётр Дмитриев, Евгений Иванов, Дмитрий Куликов, Кирилл Кравченко, Олеся Крепс, Ольга Лепёшкина, Людмила Малахова, Дарья Матрёшина, Вадим Михеев, Алексей Подколзин, Ильдар Рахимов, Елена Сударикова, Павел Флоров, Владимир Шевченко                                                                                      |
| Прорисовщики              | Евгения Анисимова, Сергей Братерский, Наталья Васильева, Наталья Володина, Ольга Колосова, Екатерина Куралесина, Евгения Ключникова, Антон Кольдюшов, Лариса Колечникова, Татьяна Ларина, Ольга Лепёшкина, Ирина Лярская, Максим Матвиенко, Николай Митрохин, Василина Морозова, Юлия Мясникова, Мария Покормяк, Татьяна Прохорова, Елена Пустова, Зоя Соколова, Артур Соса Санчес, Ирина Ткаченко |
| Роли озвучивали           | - Дмитрий Филимонов — кот Матроскин - Ольга Шорохова — Дядя Фёдор / диктор на радио «Юмор FM» - Александр Панкратов-Чёрный — почтальон Печкин - Лев Дуров — пёс Шарик - Александр Груздев — папа Дяди Фёдора / Бобёр - Валентина Талызина — мама Дяди Фёдора |
| Исполнение песни          | Марина Девятова |
| Художник-декоратор        | Людмила Воробьёва |
| Ассистенты                | Зоя Соколова, Наталия Васильева |
| Композитинг               | Артём Бурнашев |
| Заливка                   | Полина Александрова, Марат Бетретдинов, Наталья Рыжкова, Вадим Михеев |
| Снято на базе мультстудии | «Союзмультфильм» |
| Звук                      | «кинокомпания ОРЁЛ» |